# 李瑞唐
李瑞唐（?—17世紀），處州府麗水縣人，南明政治人物。

## 生平
李瑞唐自恩貢出身，隆武年間上疏恢剿三策：「直搗江淮，恢復南京、浙江是神著；出兵沅陵、九江，收復南昌，穩固嶺南是急著；奇兵偷襲江口，以軍隊側翼奪回徽州、寧國，應接上下各地是緊著。」，又指出休養人民、任用賢能、開源生財、節儉慳用、獎勵廉潔、懲治貪腐五要項，得隆武帝稱為學古通才，授官中書舍人，後事不詳。

## 引用
1. 1 2  錢海岳《南明史·卷四十五·列傳第二十一》：李瑞唐，麗水人。恩貢。疏恢剿三策，以擣淮，為恢南京復直浙之神著；以出兵沅九江，為收南昌固嶺南之急著；以奇兵襲江口，以偏師復徽、寧，為上下應接之緊著。又言養民、任賢、生財、節用、獎廉、懲貪五要。上謂為學古通才，授中書舍人。